# Rita Marley
Rita Marley (Santiago de Cuba (Cuba), 25 juli 1946) is een Jamaicaans zangeres. Ze is bekend als de vrouw van Bob Marley, maar is tevens zowel vóór als na haar huwelijk een soloartieste en draagt zorg voor haar mans muzikale erfenis sinds zijn dood in 1981. Geboren als Alpharita Anderson in Cuba, groeide ze op in het Trenchtown-gedeelte in Kingston en zong eerst bij een vrouwelijk ska-trio, The Soulettes.
The Soulettes begonnen met opnames te maken voor Clement "Coxsone" Dodd's Studio One in 1964 en Clement "Coxsone" Dodd vroeg zijn opkomende ster, Bob Marley, om hen te begeleiden. Marley en Anderson werden verliefd en huwden in 1966. Toen Peter Tosh en Bunny Wailer The Wailers verlieten in 1974 hielp Rita I Threes te organiseren, een vrouwelijk vocaal trio bestaande uit zichzelf, Marcia Griffiths en Judy Mowatt. I Threes begeleidde Bob Marley muzikaal, in de studio en op tournee voor de rest van zijn carrière, tot zijn dood in 1981. Daarvoor raakte Rita ook nog betrokken bij de aanslag op Bob Marley in 1976, waarbij een kogel haar hoofd schampte.
Toen Bob Marley in 1981 overleed, nam Rita het soloalbum Who Feels It Knows It op. Een spiritueel, levensbevestigend statement met de hit One Draw, een schaamteloze pro-marihuanales in de techniek van het roken ervan. De song werd verboden door de BBC maar ondanks (of dankzij) dat verbod werd One Draw de eerste reggaesingle die bovenaan de Billboard's disco singles chart stond. Een andere single, Play Play, had ook succes in het Verenigd Koninkrijk.
Rita Marley vond het echter moeilijk om een fulltime zangcarrière na te streven en spendeerde veel tijd aan het afhandelen van legale en zakelijke kwesties betreffende haar mans naam en nalatenschap. Daarnaast begeleidde ze de muzikale ondernemingen van haar kinderen. Uiteindelijk keerde ze in 1988 terug naar haar solocarrière met het album Harambe (Working Together for Freedom). In 1991 bracht ze We Must Carry on uit wat haar een nominatie voor een Grammy Award opleverde. In 2003 bracht ze het album Sings Bob Marley... and Friends uit.
Rita werd voor Bob met de naam Ganette Miriam in 1972 gedoopt in de Ethiopisch-orthodoxe Kerk en zij is nu een diakones in deze kerk, waar ze helpt om in Afrika nieuwe Ethiopisch-orthodoxe kerken op te starten.
Bob Marley · Junior Braithwaite · Beverley Kelso · Bunny Wailer · Peter Tosh · Cherry Smith · Constantine "Vision" Walker · Earl "Chinna" Smith · Aston Barrett · Joe Higgs · Earl Lindo · Carlton Barrett · Al Anderson · Alvin Patterson · Junior Marvin · Donald Kinsey · Tyrone Downie · I Threes (Rita Marley · Marcia Griffiths · Judy Mowatt)
- Bibliothèque nationale de France: cb12497270d (data)
- Catàleg d'autoritats de noms i títols de Catalunya: 981058510330106706
- Gemeinsame Normdatei: 129294438
- International Standard Name Identifier: 0000 0001 1491 5525
- Library of Congress Control Number: n93040136
- MusicBrainz: efc381ba-ea68-49ca-af91-bebdd40fe1d8
- Bibliotheek van het Japanse parlement: 00988826
- Nationale Bibliotheek van Tsjechië: xx0088559
- Nederlandse Thesaurus van Auteursnamen: 099727331
- Système universitaire de documentation: 071346295
- Virtual International Authority File: 49328410
- WorldCat: E39PBJyCKVW4cKCDKkBDBRxCcP